# Nuova Famiglia
La Nuova Famiglia è stata un'organizzazione camorristica nata alla fine degli anni settanta del XX secolo per contrastare la Nuova Camorra Organizzata di Raffaele Cutolo. Il nome Nuova Famiglia è di origine giornalistica, difatti i fondatori dell'organizzazione avevano in realtà scelto Fratellanza Napoletana.
Dopo la caduta di Cutolo, nel 1983 scoppiò una faida interna nella NF tra il clan Nuvoletta e il clan Bardellino, che fu vinta dai secondi. Nella faida, tra gli episodi più importanti sono da ricordare la strage di Torre Annunziata, e l'uccisione di Ciro Nuvoletta, fratello del boss Lorenzo Nuvoletta.

## La nascita
Il nucleo originario della Nuova Famiglia nasce l'8 dicembre 1978, giorno dell'Immacolata: a Forcella, in un garage dei Giuliano, varie famiglie della zona partenopea si riuniscono in un'unica fazione principalmente per contrastare l'ascesa di Raffaele Cutolo, che era arrivato a chiedere una tassa su ogni cassa di sigarette di contrabbando, ma anche per opporsi ai clan camorristici affiliati a Cosa nostra, ovvero i Nuvoletta e il clan guidato da Michele Zaza. Il nome che si scelgono è Fratellanza Napoletana, organizzazione che riunisce i Giuliano, i Vollaro, i Licciardi, i Mallardo e boss come Giovanni Paesano, Aniello La Monica, Antonio Giaccio detto scialò, Giuseppe Avagliano, i Lo Russo, Nunzio Bocchetti, Giacomo Cavalcanti. Successivamente la FN si alleò alle cosche e ai boss vicini alla mafia siciliana, tra cui la famiglia Nuvoletta, Michele Zaza, gli Alfieri, i Galasso e infine il Clan dei Casalesi. A detta di Luigi Giuliano, il termine Nuova Famiglia venne creato dalla stampa e solo in seguito utilizzato dall'organizzazione.
Altre famiglie coinvolte nell'ampia alleanza anticutoliana furono i Bardellino, i Ferrara, gli Ammaturo, i Moccia, i Cesarano, i D'Alessandro e i Maresca di Castellammare di Stabia, i Gionta, i Gallo e i Limelli di Torre Annunziata, i Fabbrocino di San Giuseppe Vesuviano, in provincia di Salerno i Matrone e i Loreto di Scafati, i Nocera di Angri, i Serra e Olivieri di Pagani, i Citarella di Nocera Inferiore, i Serino di Sarno, i Grimaldi di Salerno, i Pecoraro-Renna di Battipaglia: famiglie di camorra, unite per contrastare militarmente la Nuova Camorra Organizzata.

## La guerra con la N.C.O.
La guerra che scoppia tra la Nuova Camorra Organizzata (N.C.O.) di Raffaele Cutolo e la Nuova famiglia egemonizzata dai Zaza-Nuvoletta-Ammaturo-Bardellino-Alfieri crea non solo tantissimi morti. Infatti Cutolo pretendeva il pagamento di una tangente su ogni attività illecita, specialmente sul contrabbando di sigarette; a proposito, il collaboratore di giustizia Alfonso Ferrara Rosanova, figlio nonché omonimo del boss Alfonso Rosanova, dichiarò:
Per cercare di far continuare il più possibile la guerra, Riina ordinò ai Nuvoletta di muoversi per combinare continue tregue fra la NCO e la NF. Bardellino, quando si rese conto del perché i Nuvoletta si mostrassero così attendisti e così poco propensi a chiudere la questione con Cutolo, si staccò definitivamente da loro, e legò con quelli che poi sarebbero diventati i suoi alleati storici, e cioè Carmine Alfieri e Pasquale Galasso. Ciro Maresca (classe 1939) non ebbe più bisogno di vendicarsi di Antonio Cuomo perché questi fu ucciso da Raffaele Catapano e Pasquale Barra, fedelissimi di Cutolo, nel carcere di Poggioreale il 31 gennaio 1980. Sembra che Cuomo non avesse avvertito Cutolo di un rapimento. Cuomo fu rimpiazzato dal suo braccio destro Antonio Lucarelli. Sua moglie Carla Ciampi rivelò poi ai giudici gli esecutori e i mandanti dell'omicidio. In febbraio, la Ciampi fu ammazzata a colpi di pistola nella sua auto.
Sembrava che Alfieri avesse già deciso di eliminare i vertici della NCO, in vendetta per l'omicidio di suo fratello che fu freddato nel locale della moglie a Pompei il 26 dicembre 1981. La vendetta verrà consumata con il sequestro e l'uccisione, per mano di Carmine Alfieri, di Alfonso Catapano, fratello di un importante luogotenente di Cutolo. Il 21 gennaio 1982 Cutolo rispose facendo uccidere Nino Galasso, fratello di Pasquale, fedelissimo di Alfieri. Il 16 aprile un commando di sei persone fece irruzione all'ospedale Procida di Salerno, bloccò gli agenti fuori dalla stanza e freddò Alfonso Rosanova, la mente della NCO.  Quando il secondo in comando e principale capo 'militare' dell'organizzazione, Vincenzo Casillo fu ucciso con un'autobomba il 19 gennaio 1983 dall'alleato di Alfieri, Pasquale Galasso, fu chiaro che Raffaele Cutolo aveva perso la guerra. Il suo potere diminuì considerevolmente. Non solo Cutolo, ma anche molti altri gruppi camorristici hanno compreso lo spostamento dei rapporti di forza causati dalla morte di Casillo. Molti affiliati della NCO abbandonarono la organizzazione e si allearono con la Nuova Famiglia.
L'eliminazione delle figure chiave della NCO non solo ha segnato la fine della sconfitta del clan di Cutolo come forza politica e criminale, ma anche l'ascesa di Carmine Alfieri e del NF che, ormai, praticamente senza opposizione, li ha sostituiti come il principale contatto dei politici e uomini d'affari in Campania e altre organizzazioni criminali. Queste catene di uccisioni, tra cui quella del figlio di Cutolo, Roberto Cutolo, ucciso a colpi d'arma da fuoco per volontà del clan Fabbrocino il 19 dicembre 1990, a 28 anni, insieme alla detenzione di molti dei suoi membri, portarono alla fine della Nuova Camorra Organizzata.
Dopo la sconfitta della NCO di Cutolo l'organizzazione si spaccò, dando vita ad una lotta tra i suoi componenti.

## La scissione
I Nuvoletta iniziano una guerra con i fuoriusciti della Nuova Famiglia che appoggiavano Carmine Alfieri, supportata dal clan Galasso di Poggiomarino, Angelo Moccia, Contini (con il braccio destro Riccardo Perucci), Licciardi, Giuseppe Mallardo (col braccio destro Luigi Esposito), ed erano sostenuti dai Corleonesi, i Casalesi di Bardellino erano invece sostenuto dai cosiddetti scappati come Tommaso Buscetta nella fedele riproduzione, sul territorio campano, della seconda guerra di mafia che stava ancora insanguinando l'intera provincia di Palermo.
Il 12 giugno 1983 Giuseppe Muollo, legato agli Alfieri, scompare da Castellammare di Stabia e il giorno seguente si trovano i corpi senza vita di tre dei suoi uomini. Tutti comprimari di Carmine Alfieri ed uccisi per ordine di Cutolo. In seguito un poliziotto italiano visita l'appartamento a Rio de Janeiro di Bardellino, occupato in quel momento dalla compagna Rita De Vita. Il poliziotto non trova Bardellino ma riconosce il boss siciliano Tommaso Buscetta che vive nell'appartamento che sta sotto a quello di Bardellino. Il 22 ottobre 1983 Buscetta, con la moglie Christina Guimarães, viene arrestato. Vengono arrestati anche gli uomini di Buscetta: Paolo Staccioli, Giuseppe Favia, Lorenzo Garello, Leonardo Badalamenti (il figlio di Gaetano) e Giuseppe Bizarro. Bizarro era stato poco prima contattato da Michele Zaza da Los Angeles mentre era in compagnia del boss siciliano Antonino Salamone.

## L'assalto alla villa dei Nuvoletta
Il 10 giugno 1984 venne assassinato Ciro Nuvoletta, nella sua tenuta di Vallesana, dove, tre anni prima, si erano tenuti i vertici per la pacificazione tra NF e NCO. Sicari del clan Alfieri-Galasso-Bardellino entrarono nella tenuta, spararono all'impazzata uccidendo Ciro Nuvoletta ed anche un'imbianchino innocente Salvatore Squillace. La sparatoria evitò divenirsi strage perché tutti gli altri occupanti della tenuta fra i quali c'è Valentino Gionta con alcuni suoi uomini, riescono a fuggire. L'omicidio, a sua volta, era stato preceduto dall'arresto in Spagna di Antonio Bardellino, il quale riteneva di essere stato tradito da un appartenente al clan Nuvoletta.

## La strage di Torre Annunziata
Il 26 agosto 1984, 14 sicari arrivano a Torre Annunziata a bordo di 2 auto e un pullman; i mezzi si fermano davanti al "Circolo del pescatore". È domenica mattina e, come al solito, nei locali e davanti al circolo sostano numerosi aderenti al clan di Valentino Gionta. Il gruppo scende dal pullman e dalle auto, spara, uccidendo 8 persone e ferendo 7 altre, ma fallisce nell'obiettivo di uccidere Valentino Gionta. La strage venne cagionata da omicidi realizzati dai Nuvoletta-Gionta. 
Entrare a Torre Annunziata così numerosi, arrivare al suo circolo, sparare contro la folla, i sicari a ripartire indenni significava: ledere prestigio del Gionta, mostrarlo inidoneo a difendersi e i cittadini, vedere che gli avversari erano fortissimi di lui, mettere in crisi gli affari di Gionta come contrabbando di tabacchi, del traffico di cocaina, nell'edilizia, nei mercati del pesce, delle carni e dei fiori. Dopo la strage di Torre Annunziata emerge progressivamente il clan Alfieri, che diventa via via più potente, eliminando i superstiti frammenti della NCO e scatenando una lotta sempre più feroce contro il clan Nuvoletta ed i suoi alleati. Tra il 1984 e il 1989 questa organizzazione, che operava tradizionalmente a Nola, si espande, nell'hinterland di Napoli, in diverse direzioni verso Pomigliano d'Arco, verso l'agro nocerino-sarnese, verso la fascia costiera tra Torre Annunziata e Castellammare di Stabia e verso l'area vesuviana nei comuni di Somma Vesuviana, Sant'Anastasia e Volla. Per la strage, dopo l'ergastolo in primo grado, Alfieri verrà assolto in appello.
La Nuova Famiglia si era data alcune regole fondamentali tra le quali quelle di non praticare mai estorsioni a commercianti né traffici di stupefacenti né sequestri che potessero attirare l'attenzione delle forze dell'ordine, un modus operandi opposto a quello di Cutolo che aveva seminato il terrore con estorsioni a piccoli negozianti. 
Alfieri puntò quindi al business degli appalti avendo intuito che avrebbero fruttato moltissimo.

## La fine
Dopo la sconfitta della NCO di Cutolo, la Nuova Famiglia si spaccò, dando vita a una lotta tra i suoi componenti. A seguito dei pentimenti di Salvatore Zanetti e Achille Lauri, il 17 marzo 1984 avvenne un maxi-blitz ai danni della Nuova Famiglia con l'emanazione di 512 ordini di cattura a carico dei suoi componenti. Nel 1986, sono egemoni, a Napoli e provincia, principalmente 18 clan: Graziano, Ammaturo, Cutolo, Zaza, Galasso, Licciardi, Contini, Nuvoletta, Bardellino, Giuliano, Misso, Alfieri, Cava, Mariano, D'Alessandro, Gionta, Moccia e Fabbrocino. Intorno alla metà del 1986, 10 elementi di spicco di organizzazioni malavitose colombiane, siciliane e napoletane si incontrano in Spagna. L'accordo si trova: i colombiani esportano cocaina al mercato europeo facendolo arrivare alle raffinerie siciliane. Da qui e da Napoli parte poi per tutta Europa. La famiglia siciliana Madonia di Palermo la distribuisce nell'Europa centrale, mentre il clan dei Corleonesi nell'Europa dell'est. I boss della camorra Zaza e Bardellino la distribuiscono in Francia, Italia e Spagna. Zaza si trasferisce a Marsiglia, Nunzio e Vincenzo De Falco in Portogallo, Antonio La Torre in Scozia, ad Aberdeen. Augusto, Antonio e Francesco Tiberio La Torre nei Paesi Bassi (dove inaugurano l'apertura dell'hotel Isolabella e di alcune pizzerie). Enrico Maisto in Austria, Antonio Egizio in Germania (dove inaugura anche una catena commerciale), Eduardo Contini nell'Europa dell'est (dove apre pizzerie, bar, ristoranti, alberghi). Francesco Toscanino si trasferisce in Brasile.
Il 6 ottobre 1986 Gaetano Nuvoletta viene arrestato a casa della sorella. Nel gennaio del 1987 il camorrista Franco Valdini viene ucciso; è il proprietario dell'Hotel Belvedere di Ercolano. Sempre nel 1987 il camorrista dell'NCO Massimo Scarpa uccide Francesco Affatigato. Ed un certo Salvatore Pizza uccide il genero di sua figlia, Tommaso Sepe, membro del clan Alfieri. Il 27 settembre 1988 Alfieri fa uccidere i 3 fratelli di Pizza (Carmine, Michele e Carlo) tramite il suo uomo, Raffaele Tufano. Il 4 ottobre 1988 il genero di Cutolo, Salvatore Iacone, 54 anni, viene ucciso mentre esce dal barbiere, a Ottaviano. Sempre nel 1988, Domenico Iovine, il fratello del braccio destro di Bardellino, Mario Iovine, viene ucciso. Intanto ai Quartieri Spagnoli si festeggia un matrimonio: il boss Marco Mariano si sposa al ristorante Le Cascine di Domenico Ferrara, uomo dei Casalesi. Michele Zaza pensa di stabilirsi definitivamente a Marsiglia. Ma il 15 febbraio 1989 i suoi luogotenenti Nunzio Barbarossa, Nunzio Guida e Umberto Naviglia vengono arrestati a Nizza. Prologo dell'arresto del boss: il 14 marzo viene messo in manette Zaza e, a Napoli, alcuni suoi uomini tra cui Vincenzo Tagliamento e Nini Giappone. Nel 1988 viene ucciso in Brasile Antonio Bardellino da Mario Iovine, sebbene il corpo del boss non venga mai ritrovato, e la guida dei "Casalesi" viene assunta da quest'ultimo. Dopo l'omicidio di Iovine a Cascais in Portogallo, il comando dell'organizzazione dei Casalesi passa nelle mani di Francesco Schiavone.
Dopo essere diventato uno dei latitanti più ricercati dalla polizia, Carmine Alfieri viene arrestato dai Carabinieri su soffiata del fidato Pasquale Galasso, arrestato il 9 maggio e pentitosi dopo poco tempo, l'11 settembre 1992 a Scisciano, all'interno del sotterraneo di una masseria locale, mentre è in compagnia del suo vice Marzio Sepe (arrestato per favoreggiamento, scarcerato dopo sei mesi e poi di nuovo arrestato il 6 settembre 1996) e del guardaspalle Gaetano Cesarano. Rinchiuso al 41 bis nel carcere di Pianosa, Alfieri decide di collaborare con la giustizia rivendicando la responsabilità, diretta e indiretta, in circa centocinquanta omicidi, confessando insospettabili intrecci e protezioni a livello istituzionale, tirando in ballo uomini politici all'epoca assai in vista (Antonio Gava, Paolo Cirino Pomicino, Alfredo Vito, Vincenzo Meo e Raffaele Mastrantuono) e chiarendo la posizione del suo braccio destro, il mammasantissima Galasso, all'interno della Nuova Famiglia. A causa della sua collaborazione con gli inquirenti subirà numerosi lutti, tra i quali l'uccisione del figlio Antonio il 20 settembre 2002, di suo fratello Francesco l'11 dicembre 2004, di un nipote e del genero Vincenzo Giugliano il 18 dicembre 2007.

## Componenti
Ne facevano parte:
- Gli Alfieri di Piazzolla di Nola
- I Cava di Quindici
- I Cesarano di Castellammare di Stabia
- I Citarella di Nocera Inferiore
- I Bardellino di San Cipriano d'Aversa
- I Contini di San Carlo all'Arena
- I D'Alessandro di Castellammare di Stabia
- I Fabbrocino di San Giuseppe Vesuviano
- I Galasso di Poggiomarino
- I Gionta di Torre Annunziata
- I Giuliano del quartiere napoletano di Forcella
- I Loreto-Ridosso di Scafati
- I Mallardo di Giugliano in Campania
- I Matrone di Scafati
- I Moccia di Afragola
- I Nuvoletta di Marano
- I Maiale di Eboli
- I Mazzarella di San Giovanni a Teduccio
- I Nuzzo di Acerra
- I Olivieri di Pagani
- I Pecoraro-Renna di Battipaglia
- I Serino di Sarno
- I Vollaro di Portici
- I Vangone di Boscotrecase
- Gli Zaza, capitanati da Michele Zaza (contrabbandiere affiliato a Cosa nostra, nonché zio dei fratelli Mazzarella)

## Boss
- Michele Zaza (Procida, 10 aprile 1945 – Roma, 18 luglio 1994)
- Luigi Giuliano (Napoli, 3 novembre 1949)
- Luigi Vollaro (San Sebastiano al Vesuvio, 18 dicembre 1932 – Milano, 3 dicembre 2015)
- Carmine Alfieri (Saviano, 18 febbraio 1943)
- Pasquale Galasso (Poggiomarino, 17 maggio 1955)
- Antonio Bardellino (San Cipriano d'Aversa, 4 maggio 1945 – Armação dos Búzios, 26 maggio 1988)
- Mario Fabbrocino (Ottaviano, 5 gennaio 1943 – Parma, 23 aprile 2019)
- Umberto Ammaturo (Napoli, 21 maggio 1941)
- Lorenzo Nuvoletta (Marano di Napoli, 1º gennaio 1931 – Marano di Napoli, 7 aprile 1994)
- Angelo Nuvoletta (Marano di Napoli, 22 gennaio 1942 – Parma, 20 ottobre 2013)
- Valentino Gionta (Torre Annunziata, 14 gennaio 1953)
- Michele D'Alessandro (Castellammare di Stabia, 24 maggio 1945 - 16 febbraio 1999)
- Giuseppe Misso (Napoli, 6 luglio 1947)

## Affiliati
- Angelo Moccia (Afragola, 25 luglio 1957) Capozona di Afragola. Alias “Enzuccio”. Designato da Carmine Alfieri come nuovo leader della Nuova Famiglia (nell’inverno 1990), rifiutò (motivo: tra la Nuova Famiglia e la sua famiglia preferiva la seconda). Detenuto dal 3 febbraio 1992 (essendosi costituito dopo 10 anni di latitanza), è in regime 41 bis dal 9 agosto 1995, condannato in via definitiva all’ergastolo per associazione mafiosa e omicidi vari (ha altri processi in corso). Non si è mai pentito, ma, come molti terroristi, dissociato: ha confessato i crimini commessi, senza chiamare in causa i complici, salvo quelli già pentiti o morti (ma ha guadagnato al massimo la concessione delle generiche, non essendo previsti per legge sconti di pena per i camorristi che si dissociano). Figlio di Gennaro Moccia (camorrista di Afragola, ammazzato nel 1976 dai clan concorrenti), e di Anna Mazza (vedi scheda: a lungo sospettata di essere il vero cervello di un clan a conduzione familiare). Mentre scoppia la faida successiva all’assassinio del padre (23 morti in 15 anni), Enzuccio viene condannato per qualche rapina, e finendo in prigione stringe amicizia con Carmine Alfieri e Pasquale Galasso, diventando il migliore amico di quest’ultimo.
- Angelo Visciano, boss di Boscoreale
- Aniello La Monica (Napoli, 3 novembre 1944 - 1º maggio 1982) referente di Michele Zaza (1945 - 1994).
- Aniello Nuvoletta (1940) cugino di Angelo, Ciro, Gaetano e Lorenzo Nuvoletta.
- Aniello Serino, boss di Sarno
- Anna Mazza (Afragola, 28 febbraio 1937 - Acerra, 25 settembre 2017) Soprannominata «vedova nera della camorra» o anche "a signor - La Signora", dopo la morte del marito Gennaro Moccia, ucciso negli anni settanta, prese in mano le redini del clan ramificandolo e sviluppandolo non solo sul territorio campano.
- Antimo Ciaccio (... - 22 febbraio 1982)
- Antonio Annunziata (... - 7 aprile 1982)
- Antonio Cava (Quindici, 18 novembre 1956)
- Antonio Malventi (Napoli, 1944 - 14 novembre 1991)
- Antonio Ruocco (Mugnano di Napoli, 13 aprile 1959)
- Antonio Vangone, boss di Boscotrecase, barbaramente ucciso in carcere dal killer della NCO Raffaele Catapano («il boia delle carceri»), che lo decapitò e gli cavò il cuore (si dice anche che, dopo averlo cavato, lo prese a morsi)
- Biagio Cava (Quindici, 16 ottobre 1955 - Napoli, 29 novembre 2017)
- Ciro Nuvoletta (1946 - 10 giugno 1984) fratello di Angelo, Gaetano e Lorenzo. Era inoltre cugino di Aniello Nuvoletta.
- Costantino Iacomino (Ercolano, 28 marzo 1957) prima affiliato alla NCO, passò in seguito alla NF, legandosi in particolare a Mario Fabbrocino (1943). È divenuto poi un membro apicale in seno al potente clan Birra-Iacomino di Ercolano.
- Dario De Simone (Trentola Ducenta, 8 ottobre 1959) esponente dei casalesi.
- Domenico Cuomo (Sant'Antonio Abate, 1962) contiguo al cosiddetto "Gruppo degli Scafatesi", ha confessato 90 omicidi tra cui di Ciro Nuvoletta, e la Strage di Torre Annunziata.
- Domenico Lamberti (Cava de' Tirreni, 1946 - 2 luglio 2019) detto Mimì 'o Mericano, imprenditore, considerato legato a Carmine Alfieri.
- Ettore Miranda (Poggiomarino, 1957 - 23 maggio 1993) fedelissimo di Pasquale Galasso. È considerato uno dei responsabili dell'attentato dinamitardo in cui perse la vita Vincenzo Casillo e che causò la perdita degli arti inferiori a Mario Cuomo
- Feliciano Mallardo (1960 - 21 novembre 2019), fratello del più noto Francesco (1951).
- Ferdinando Cesarano (Ponte Persica, 26 agosto 1954) boss del clan omonimo, operante a cavallo tra i comuni di Castellammare di Stabia e Pompei
- Fiore D'Avino (Somma Vesuviana, 20 settembre 1956)
- Francesco Bidognetti (Casal di Principe, 29 gennaio 1951)
- Francesco Mallardo (Giugliano in Campania, 1º aprile 1951)
- Francesco Matrone (Scafati, 15 luglio 1947)
- Francesco Schiavone (Casal di Principe, 3 marzo 1954)
- Gaetano Nuvoletta (Marano di Napoli, 1º giugno 1933) fratello di Angelo, Ciro e Lorenzo, oltre che cugino di Aniello. Per un periodo fu latitante.
- Giovanni Maiale (Eboli, 25 gennaio 1953) ex cutoliano, poi confluito nella Nuova Famiglia
- Giovanni Pecoraro (Battipaglia... - Battipaglia, settembre 1988)
- Giuseppe Autorino (Piazzolla di Nola, 9 febbraio 1946 - Scisciano, 22 marzo 1999) sicario e braccio destro del boss savianese Carmine Alfieri, Autorino, latitante, venne ucciso nella sparatoria con dei carabinieri che stavano portando un'operazione che sarebbe dovuta terminare con la sua cattura. Ciò avvenne prima che Autorino incontrasse alcuni suoi sodali, con i quali aveva intenzione di formare un nuovo cartello criminale.
- Giuseppe Mallardo (Giugliano in Campania, 1953) fratello del più noto Francesco (1951).
- Giuseppe Muollo (... - 12 giugno 1983)
- Giuseppe Olivieri (Pagani, 10 dicembre 1946 - Cava de' Tirreni, 25 Giugno 1990)
- Luigi D'Alessandro (10 novembre 1947) fratello del boss Michele.
- Mario Iovine (San Cipriano d'Aversa, 15 marzo 1938 – Cascais, 6 marzo 1991) braccio destro di Antonio Bardellino (1945 - 1988) e numero due della cosca.
- Marzio Sepe (Marzano di Nola, 1954), luogotenente di Carmine Alfieri e suo probabile erede
- Michele Senese, originario di Afragola, legato ai Moccia e a Carmine Alfieri, organico dell'ala militare operante su Roma e successivamente a capo di una delle più potenti organizzazioni criminali capitoline
- Nicola Nuzzo, di Acerra, ex capozona di Raffaele Cutolo
- Paolo Di Lauro (Napoli, 26 agosto 1953)
- Pasquale Loreto, boss di Scafati
- Pasquale Russo (Nola, 28 febbraio 1947)
- Pietro Lago (1951 - 25 ottobre 2014) Coinvolto nella maxi-inchiesta del 1983 contro la Nuova Famiglia, Lago venne indicato nei rapporti giudiziari come luogotenente, per Pianura e Soccavo, del capo storico del casalesi, Antonio Bardellino. Arrestato nel 1994, per una condanna per abusivismo e per una lunga sfilza di omicidi, lasciò il carcere per tre volte negli anni successivi, fino al definitivo arresto del 2004.
- Raffaele Ferrara (1934 - 1983), uomo di Antonio Bardellino (1945 - 1988) e suo braccio destro. Ferrara era ritenuto un elemento di primissimo piano del clan Bardellino.
- Raffaele Prestieri (... - 18 maggio 1992)
- Rosario Giugliano (Poggiomarino, 28 gennaio 1961), prima affiliato al boss boschese Angelo Visciano, poi passato sotto l'ala di Pasquale Galasso
- Salvatore Alfieri (Saviano... - Pompei, 6 dicembre 1981) fratello del superboss Carmine Alfieri, venne ucciso il 6 dicembre 1981, nella sua osteria di Pompei, dai killer della NCO Antonio Schirato, Mario Cuomo e Luigi Maiolino.
- Salvatore Russo (Nola, 27 giugno 1958)
- Salvatore Serra (Pagani, 1949 - Ascoli Piceno, 1981)
- Salvatore Zaza (Napoli, 5 novembre 1925) fratello del più noto Michele Zaza. Fu arrestato il 19 settembre 1985.
- Umberto Adinolfi (1955) boss di San Marzano sul Sarno